# Les Adrets
Ne doit pas être confondu avec Les Abrets.
Pour les articles homonymes, voir Les Adrets-de-l'Estérel.
Les Adrets sont une commune française située dans le département de l'Isère en région Auvergne-Rhône-Alpes.
Ses habitants sont appelés les Adraisien (aines) ou les Campanais (aises).

## Géographie

### Situation et description

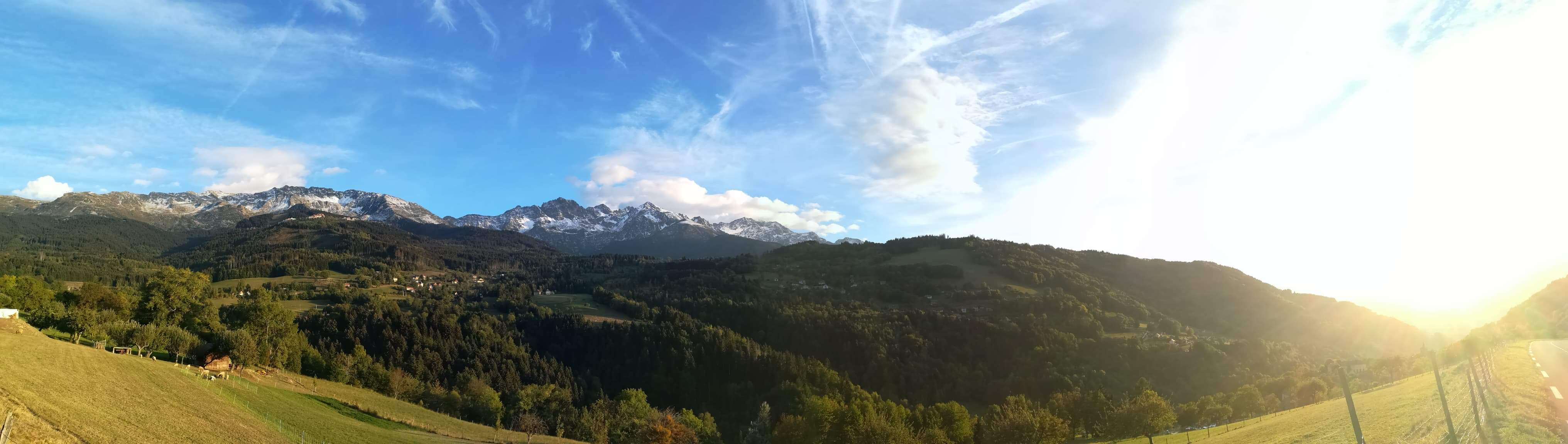
Vue de la chaîne de Belledonne et de la station des Sept Laux depuis Les Adrets.

Située dans le département de l'Isère (région Auvergne-Rhône-Alpes) à 25 km de Grenoble, la commune fait partie de l'aire urbaine de celle-ci. Elle fait partie de la Communauté de Communes Le Grésivaudan.
Elle est traversée par le torrent des Adrets, qui alimente le lac de la Jasse sur les hauteurs de la commune.

### Climat
Pour des articles plus généraux, voir Climat d'Auvergne-Rhône-Alpes et Climat de l'Isère.
En 2010, le climat de la commune est de type climat de montagne, selon une étude du Centre national de la recherche scientifique s'appuyant sur une série de données couvrant la période 1971-2000. En 2020, Météo-France publie une typologie des climats de la France métropolitaine dans laquelle la commune est exposée à un climat de montagne ou de marges de montagne et est dans la région climatique  Alpes du nord, caractérisée par une pluviométrie annuelle de 1 200 à 1 500 mm, irrégulièrement répartie en été. 
Pour la période 1971-2000, la température annuelle moyenne est de 9,2 °C, avec une amplitude thermique annuelle de 17,9 °C. Le cumul annuel moyen de précipitations est de 1 209 mm, avec 9,1 jours de précipitations en janvier et 7,6 jours en juillet. Pour la période 1991-2020, la température moyenne annuelle observée sur la station météorologique de Météo-France la plus proche, « Pipay_sapc », sur la commune de Theys à 4 km à vol d'oiseau, est de 6,3 °C et le cumul annuel moyen de précipitations est de 1 545,8 mm,. Pour l'avenir, les paramètres climatiques de la commune estimés pour 2050 selon différents scénarios d'émission de gaz à effet de serre sont consultables sur un site dédié publié par Météo-France en novembre 2022.

## Urbanisme

### Typologie
Au 1er janvier 2024, Les Adrets sont catégorisés commune rurale à habitat dispersé, selon la nouvelle grille communale de densité à sept niveaux définie par l'Insee en 2022.
La commune appartient à l'unité urbaine de Theys, une agglomération intra-départementale regroupant deux  communes, dont elle est une commune de la banlieue,,. Par ailleurs la commune fait partie de l'aire d'attraction de Grenoble, dont elle est une commune de la couronne,. Cette aire, qui regroupe 204 communes, est catégorisée dans les aires de 700 000 habitants ou plus (hors Paris),.

### Occupation des sols
L'occupation des sols de la commune, telle qu'elle ressort de la base de données européenne d’occupation biophysique des sols Corine Land Cover (CLC), est marquée par l'importance des forêts et milieux semi-naturels (74,2 % en 2018), une proportion sensiblement équivalente à celle de 1990 (74,3 %). La répartition détaillée en 2018 est la suivante : 
forêts (49 %), prairies (16,9 %), espaces ouverts, sans ou avec peu de végétation (13,3 %), milieux à végétation arbustive et/ou herbacée (11,9 %), zones urbanisées (3,6 %), espaces verts artificialisés, non agricoles (2,9 %), zones agricoles hétérogènes (2,4 %). L'évolution de l’occupation des sols de la commune et de ses infrastructures peut être observée sur les différentes représentations cartographiques du territoire : la carte de Cassini (XVIIIe siècle), la carte d'état-major (1820-1866) et les cartes ou photos aériennes de l'IGN pour la période actuelle (1950 à aujourd'hui).

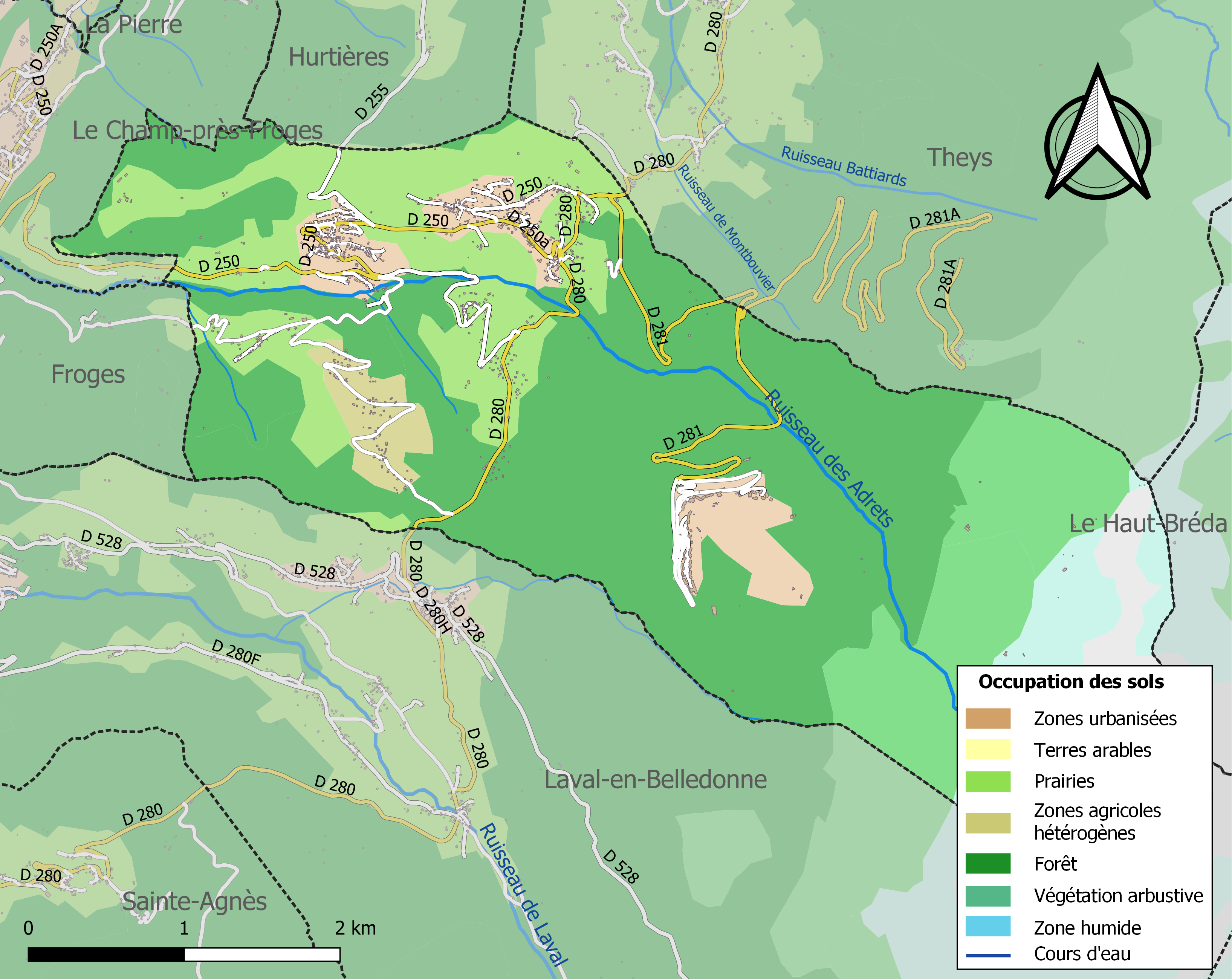
Carte des infrastructures et de l'occupation des sols de la commune en 2018 (CLC).

### Risques naturels et technologiques

#### Risques sismiques
L'ensemble du territoire de la commune des Adrets est situé en zone de sismicité no 4 (sur une échelle de 1 à 5), comme la plupart des communes de son secteur géographique.
| Type de zone | Niveau            | Définitions (bâtiment à risque normal) |
| ------------ | ----------------- | -------------------------------------- |
| Zone 4       | Sismicité moyenne | accélération = 1,6 m/s2                |

## Toponymie
Attestée sous la forme Ecclesia dels Adreiz au XIe siècle.
De ad et directum devenu drictum qui a donné dreit, réduit à dret.
 Adret : « versant exposé au sud », par opposition à « l'inversat exposé au nord ».

### Lieux-dits et écarts
- Les Alpets
- la Planta
- Les Janolies
- Le Ruisseau
- Villard-Château
- Villard-Bernard
- les Prés Communaux
- les Mettins
- les Moillards
- les Barres
- la Fournache
- les Blettières
- les Fournelles
- le Lanat
- Prapoutel, qui fait partie du domaine des Sept Laux, se situe dans la commune.
- Au sud de la commune se trouve un col du Lautaret, homonyme d'un autre célèbre col routier.

## Histoire

La place de l'église en 1910.

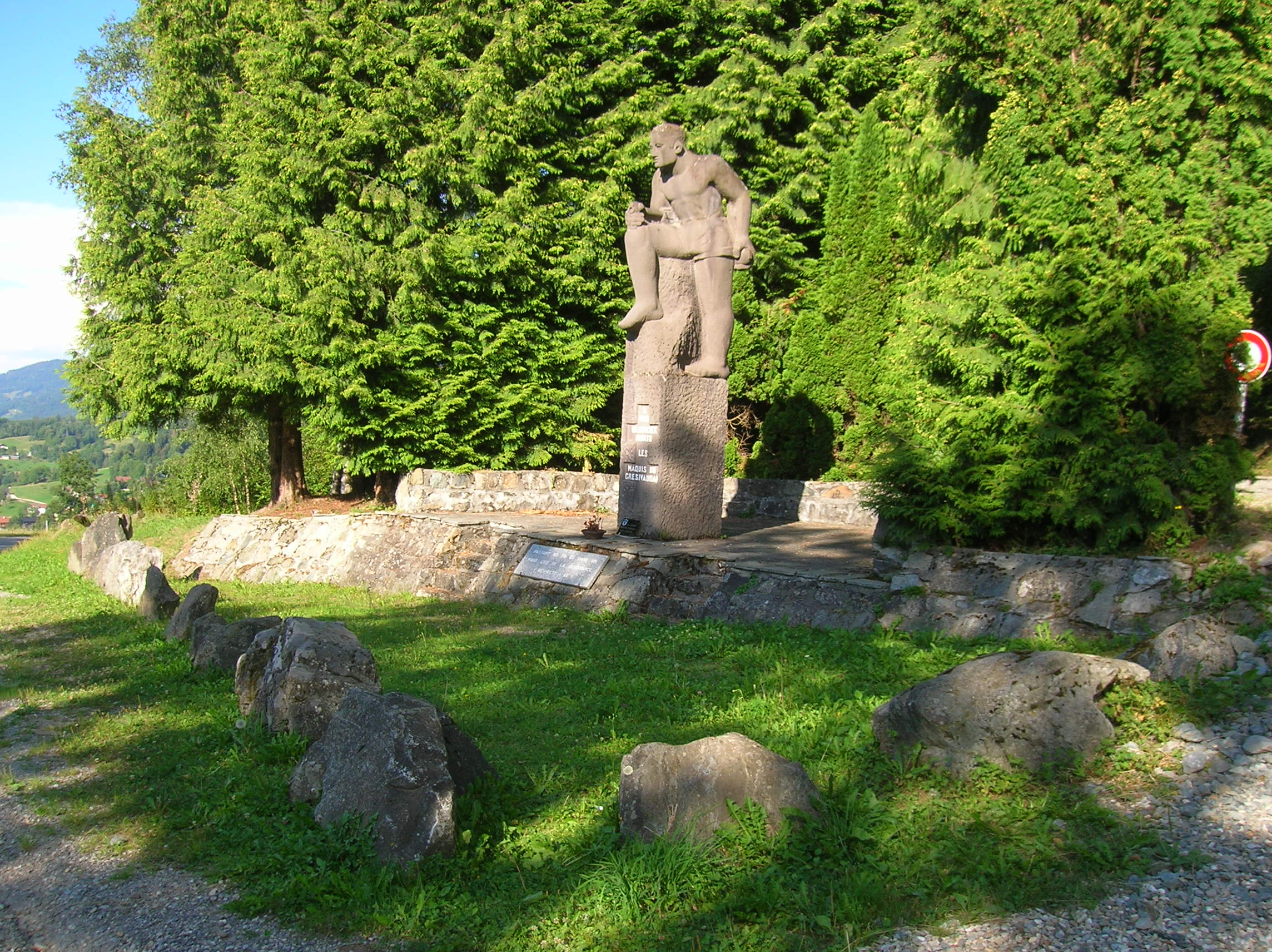
Le monument du Maquisard.

Au XVIe siècle, le chef calviniste François de Beaumont sema la terreur dans le Dauphiné, en se faisant appeler le baron des Adrets.
François de Beaumont, baron des Adrets, est né vers 1512, son château existe encore dans le hameau de Villard-Château (propriété privée non visitable). Fils de Georges de Beaumont et de Jeanne Guiffrey, la propre soeur du brave Boutières, Compagnon de Bayard.
Le château appartenait à une vieille et noble famille dauphinoise dont les premiers représentants apparaissent au XIe siècle. Descendant d'une lignée de chevaliers, François de Beaumont choisit très jeune la carrière des armes.
Il donne aussi son nom à au célèbre chemin rural baptisé "le chemin du Baron", qui part de la maison forte pour rejoindre le cœur du village.

## Politique et administration

### Liste des maires
| Période    | Période          | Identité           | Étiquette | Qualité               |
| ---------- | ---------------- | ------------------ | --------- | --------------------- |
| 2001       | 2008             | Jean Picchioni     | ...       | ...                   |
| 2008       | 2014             | Christian Hardouin | ...       | ...                   |
| 2014       | 2020             | Gérard Jourdan     | SE        | Agriculteur           |
| 2020       | 2022 (démission) | Sophie Rivens      | SE        | Cadre de santé        |
| 15/06/2022 | En cours         | Delphine Perreau   | SE        | Directrice financière |

### Jumelages
- En 2015, la commune des Adrets n'est jumelée avec aucune autre.

## Population et société

### Démographie
L'évolution du nombre d'habitants est connue à travers les recensements de la population effectués dans la commune depuis 1793. Pour les communes de moins de 10 000 habitants, une enquête de recensement portant sur toute la population est réalisée tous les cinq ans, les populations de référence des années intermédiaires étant quant à elles estimées par interpolation ou extrapolation. Pour la commune, le premier recensement exhaustif entrant dans le cadre du nouveau dispositif a été réalisé en 2005.

En 2022, la commune comptait 1 072 habitants, en évolution de +6,77 % par rapport à 2016 (Isère : +3,07 %, France hors Mayotte : +2,11 %).
| 1793 | 1800 | 1806 | 1821 | 1831 | 1836 | 1841 | 1846 | 1851 |
| ---- | ---- | ---- | ---- | ---- | ---- | ---- | ---- | ---- |
| 716  | 591  | 715  | 739  | 860  | 778  | 831  | 880  | 875  |

| 1856 | 1861 | 1866 | 1872 | 1876 | 1881 | 1886 | 1891 | 1896 |
| ---- | ---- | ---- | ---- | ---- | ---- | ---- | ---- | ---- |
| 846  | 829  | 830  | 786  | 807  | 782  | 723  | 653  | 654  |

| 1901 | 1906 | 1911 | 1921 | 1926 | 1931 | 1936 | 1946 | 1954 |
| ---- | ---- | ---- | ---- | ---- | ---- | ---- | ---- | ---- |
| 671  | 659  | 633  | 512  | 451  | 432  | 439  | 370  | 335  |

| 1962 | 1968 | 1975 | 1982 | 1990 | 1999 | 2005 | 2006 | 2010 |
| ---- | ---- | ---- | ---- | ---- | ---- | ---- | ---- | ---- |
| 283  | 282  | 297  | 409  | 481  | 643  | 744  | 748  | 903  |

| 2015  | 2020  | 2022  | - | - | - | - | - | - |
| ----- | ----- | ----- | - | - | - | - | - | - |
| 1 004 | 1 063 | 1 072 | - | - | - | - | - | - |

### Enseignement
La commune est rattachée à l'académie de Grenoble.
L'école publique et laïque des Adrets, se situe dans le cœur du village, elle est abritée dans le bâtiment originel école Jules-Ferry et a bénéficié d'importants travaux et extensions. L'école regroupe en 2025, 5 classes de la petite section de maternelle au CM2.
Le collège de secteur est celui de Villard-Bonnot.

### Activités et vie sportive

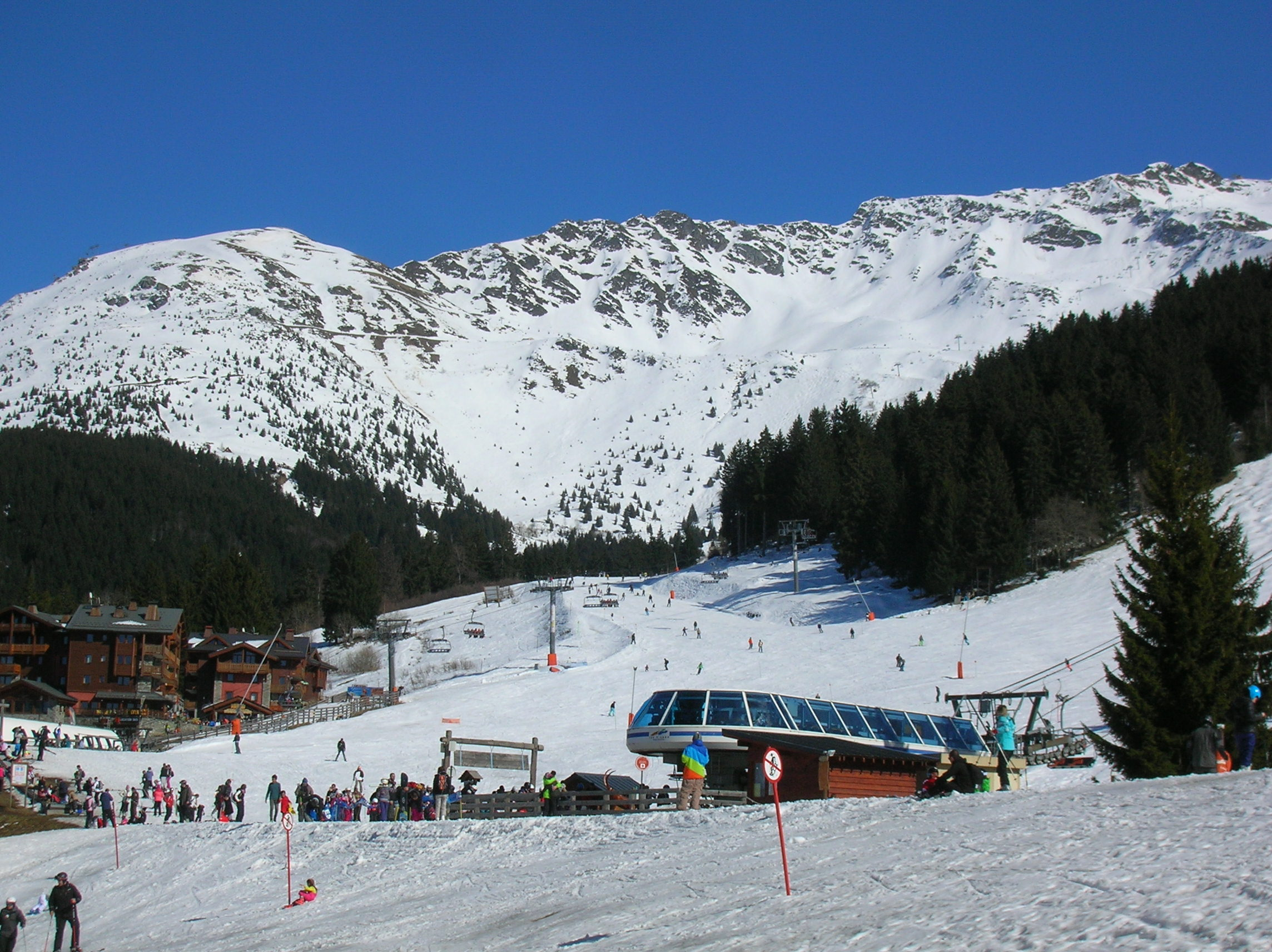
Le domaine skiable de Prapoutel.

- Partie du domaine skiable des Sept Laux, la station de Prapoutel : ski alpin, ski de fond, raquettes.
- En été nombreuses activités sur Prapoutel : accrobranches, tir à l'arc, piscine, randonnées...
- Itinéraires de VTT[24] et de VTTAE avec notamment les parcours Bel'vélec.

### Médias
Historiquement, le quotidien à grand tirage Le Dauphiné libéré consacre, chaque jour, y compris le dimanche, dans son édition du Grésivaudan, un ou plusieurs articles à l'actualité de la communauté de communes quelquefois de la commune, ainsi que des informations sur les éventuelles manifestations locales, les travaux routiers, et autres événements divers à caractère local.
La commune est située sur l'aire de diffusion de radio Ici Isère, une radio publique qui émet sur tout le territoire du département de l'Isère.

## Économie
Les activités présentes dans la commune sont : 
- artisanat rural ;
- bar-restaurant ;
- co-working ;
- chambres d'hôtes, gites ruraux ;
- menuiserie métallique ;
- charpente ;
- services de réalisation et entretien d'espaces verts ;
- transports ;
- miellerie des Adrets.

## Culture locale et patrimoine

### Lieux et monuments
- Dans le hameau de Villard-Château, au lieu-dit Lanat, les ruines de l'ancien château fort du baron des Adrets, du XIVe siècle[1],[25] ;
- l'église Saint André, du XIXe siècle, conserve une statue en bois des XVe et XVIe siècles[1] ;
- la mairie se trouve actuellement dans une maison bourgeoise du XVIIe siècle[25] (elle y a déménagé début des années 2000, auparavant elle se situait à l'étage de l'école Jules Ferry) ;
- la motte castrale présumée de Montregard[25] ;
- le monument du Maquisard, à l'honneur du Maquis du Grésivaudan (Compagnie Stéphane) ;
- la commune possède également de nombreux lavoirs communaux, faisant la spécificité de ce territoire riche en eaux.

#### Patrimoine et vie culturelle sur la commune
- Office de tourisme de Belledonne-Chartreuse, bureau d'information touristique de Prapoutel-Les 7 Laux
- Cinéma « Centre 7 », à Prapoutel (ouverture saisonnière)
- Association La Campanaise, association qui organise les fêtes de village mais aussi des spectacles de théâtre,
- Festival de musique annuel et gratuit "FESTIROCK en Belledonne", les deuxièmes (vendredi et samedi) des mois de Juin, dans le parc de la mairie.
- Festival de l'Arpenteur, organisé par l'association Scènes Obliques (siège sur Les Adrets), sur la première quinzaine du mois de juillet.

### Personnalités liées à la commune
- François de Beaumont  (1512 ou 1513 - 1587), baron des Adrets, chef calviniste.

### Héraldique
| Blason de Adrets (Les) | Blason  | De gueules à la fasce d'argent chargée de trois fleurs de lys d'azur. Devise / CriImpavidum ferient ruinae (« Ses ruines le frapperaient sans l’effrayer ») |
| Blason de Adrets (Les) | Détails | Armes de la famille de Beaumont, dont était issu François de Beaumont, baron des Adrets. Le statut officiel du blason reste à déterminer.                   |